# High Seat
High Seat är ett berg i Storbritannien.   Det ligger i grevskapet North Yorkshire och riksdelen England, i den centrala delen av landet, 300 km norr om huvudstaden London. Toppen på High Seat är 710 meter över havet, eller 218 meter över den omgivande terrängen. Bredden vid basen är 7,7 km.
Terrängen runt High Seat är huvudsakligen kuperad, men åt nordost är den platt.Runt High Seat är det ganska glesbefolkat, med 36 invånare per kvadratkilometer. Närmaste större samhälle är Sedbergh, 18,9 km sydväst om High Seat. Omgivningarna runt High Seat är en mosaik av jordbruksmark och naturlig växtlighet.